# هيلاري ونايت (كاتب)
هيلاري ونايت (بالإنجليزية: Hilary Knight)‏ هو كاتب للأطفال وفنان وكاتب أمريكي، ولد في 1 نوفمبر 1926 في قرية همبستيد في الولايات المتحدة.

## وصلات خارجية
- الموقع الرسمي
- هيلاري ونايت على موقع ميوزك برينز (الإنجليزية)
- هيلاري ونايت على موقع قاعدة بيانات برودواي على الإنترنت (الإنجليزية)
- هيلاري ونايت على موقع ديسكوغز (الإنجليزية)